# Suchitra Sen
Suchitra Sen (Pabna, 6 de abril de 1931—Bengala Ocidental, 17 de janeiro de 2014) foi uma atriz indiana.

## Filmografia
| Ano  | Título                        | Papel                        |
| ---- | ----------------------------- | ---------------------------- |
| 1952 | Shesh Kothay                  |                              |
| 1953 | Saat Number Kayedi            |                              |
| 1953 | Bhagaban Srikrishna Chaitanya | Bishnupriya                  |
| 1953 | Sharey Chuattor               | Romola                       |
| 1953 | Kajori                        |                              |
| 1954 | Sadanander Mela               | Sheela                       |
| 1954 | Ora Thaake Odhare             |                              |
| 1954 | Grihaprabesh                  |                              |
| 1954 | Atom Bomb                     |                              |
| 1954 | Dhuli                         | Minati                       |
| 1954 | Maraner Parey                 | Tanima                       |
| 1954 | Balaygras                     | Manimala                     |
| 1954 | Annapurnar Mandir             |                              |
| 1954 | Agni Pariksha                 |                              |
| 1954 | Sanjher Pradip                |                              |
| 1955 | Devdas                        | Parvati (Paro)               |
| 1955 | Shapmochan                    | Madhuri                      |
| 1955 | Sabar Uparey                  |                              |
| 1955 | Snaajhghar                    |                              |
| 1955 | Snaajher Pradeep              |                              |
| 1955 | Mejo Bou                      |                              |
| 1955 | Bhalabaasa                    |                              |
| 1956 | Sagarika                      | Sagarika                     |
| 1956 | Trijama                       | Swarupa                      |
| 1956 | Amar Bou                      |                              |
| 1956 | Shilpi                        | Anjana                       |
| 1956 | Ekti Raat                     | Swantana                     |
| 1956 | Subharaatri                   |                              |
| 1957 | Harano Sur                    | Dr. Roma Banerjee            |
| 1957 | Pathe Holo Deri               | Mallika                      |
| 1957 | Jeeban Trishna                |                              |
| 1957 | Chandranath                   | Saraju                       |
| 1957 | Musafir                       | Shakuntala Verma             |
| 1957 | Champakali                    |                              |
| 1958 | Rajlakshmi O Srikanta         | Rajlakshmi                   |
| 1958 | Surya Toran                   | Aunita Chatarjee             |
| 1958 | Indrani                       | Indrani                      |
| 1959 | Deep Jwele Jaai               | Radha                        |
| 1959 | Chaaowa Pawoa                 |                              |
| 1960 | Hospital                      | Sarbari                      |
| 1960 | Smriti Tuku Thaak             | Shobha                       |
| 1960 | Bombai Ka Baboo               | Maya                         |
| 1960 | Sarhad                        |                              |
| 1961 | Saptapadi                     | Rina Brown                   |
| 1961 | Saathihara                    |                              |
| 1962 | Bipasha                       |                              |
| 1963 | Saat Paake Badha              | Archana                      |
| 1963 | Uttar Fhalguni                | Debjani / Pannabai / Suparna |
| 1964 | Sandhya Deeper Sikha          | Jayanti Bannerjee            |
| 1966 | Mamta                         | Devyani / Pannabai / Suparna |
| 1967 | Grihadaha                     | Achala                       |
| 1969 | Kamallata                     | Kamallata                    |
| 1970 | Megh Kalo                     | Dr. Nirmalya Roy             |
| 1971 | Fariyaad                      |                              |
| 1971 | Nabaraag                      |                              |
| 1972 | Alo Amaar Alo                 | Atashi                       |
| 1972 | Haar Maana Haar               |                              |
| 1974 | Devi Chaudhurani              | Prafullamukhi                |
| 1974 | Srabana Sandhya               |                              |
| 1975 | Priyo Bandhabi                |                              |
| 1975 | Aandhi                        | Aarti Devi                   |
| 1976 | Datta                         | Bijoya                       |
| 1978 | Pranoy Pasha                  |                              |